# Anton Haeckl
Anton Haeckl (* 18. Jahrhundert; † 19. Jahrhundert) war ein österreichischer Instrumentenbauer in Wien.
In Wien baute Anton Haeckl bereits im Jahr 1818 die sogenannte Physharmonika. Zwei von diesen kleinen Instrumenten, die im Jahr 1825 gebaut wurden, befinden sich im Technischen Museum Wien, Exponat Inv. Nr. 19.480 (20 weiße Tasten) und Inv. Nr. 38.956. Eines im Musikinstrumenten-Museum der Karl-Marx-Universität Leipzig und eines im Germanischen Nationalmuseum in Nürnberg mit Inventarnummer: MIR1027. Die Physharmonika sah so ähnlich aus wie die kleinen Handharmonien, die auch heute noch in Indien beliebt sind. Die Physharmonika hatte eine Klaviertastatur. Das kleinere Exemplar des Instrumentes ruhte auf dem linken Arm und wurde mit der rechten Hand gespielt. Der Tonumfang dieser kleinen Variante der Physharmonika war von H bis g’’. In einer Anzeige vom 14. April 1821 in der Allgemeinen Musikalischen Zeitung Seite 254 findet sich unter anderem der Satz: „Auch in einem ganz kleinen Formate fertigt der Meister davon Exemplare die bequem im linken Arm liegen, indess die rechte Hand spielt“.
Ein Patent (Privilegium) erhielt Haeckl für derartige Instrumente am 8. April 1821.

## Ähnliches Instrument
Hauptbeitrag → Physharmonika ähnliche Instrumente
- Aeolodikon[4]

- 1824 Anton Reinlein in Wien erhielt ebenfalls für die Verbesserungen dieses Instrumentes ein Patent.